# Parti serbe des gardiens du serment
Le Parti serbe des gardiens du serment (en serbe : Srpska stranka Zavetnici ; en serbe cyrillique : Српска странка Заветници abrégé CC3 ou SSZ) est un parti politique serbe d'extrême droite.
Auparavant le parti se nommait Mouvement serbe des gardiens du serment (en serbe :  Srpski sabor Zavetnici ; en serbe cyrillique : Српски сабор Заветници). Le parti se définit comme un parti politique conservateur et russophile et s'oppose à l'adhésion à l'Union européenne et à l'OTAN. Il participe et remporte 10 sièges aux élections législatives serbes de 2020.

## Histoire
Le SSZ participe aux élections législatives de 2014 sous une coalition appelée le « Front patriotique », mais la coalition n'obtient que 4 514 voix. Il participe également aux élections législatives de 2016, au cours desquelles il obtient 27 690 voix.

## Idéologie
Le SSZ se positionne à l'extrême droite de l'échiquier politique,,,. Il s'agit d'un parti ultranationaliste, et résolument social-conservateur. Il est également opposé à l'immigration illégale. Le SSZ s'oppose à l'Union européenne et à l'OTAN, et soutient l'établissement de liens plus étroits avec la Russie,,.

## Résultats électoraux

### Élections présidentielles
| Année | Candidat                     | 1er tour | 1er tour | 1er tour |
| Année | Candidat                     | Voix     | %        | Place    |
| ----- | ---------------------------- | -------- | -------- | -------- |
| 2022  | Milica Đurđević Stamenkovski | 160 545  | 4,23     | 5e       |

### Élections législatives serbes
| Année | Voix    | %    | Sièges   | Coalition         |
| ----- | ------- | ---- | -------- | ----------------- |
| 2014  | 4 514   | 0,13 | 0 / 250  | Front patriotique |
| 2016  | 27 690  | 0,73 | 0 / 250  |                   |
| 2020  | 45 950  | 1,43 | 0 / 250  |                   |
| 2022  | 141 227 | 3,82 | 10 / 250 |                   |